# RCD-Wamba
RCD-Wamba var en gerillagrupp under Andra Kongokriget, bildad av Ernest Wamba dia Wamba och dennes anhängare inom den kongolesiska rebellrörelsen RCD-Kisangani, sedan denna rörelse splittrats.
RCD-Wamba var representerad i övergångsregeringen i Kongo-Kinshasa efter Andra Kongokriget.